# Biogen
Biogen Inc. — американська біотехнологічна корпорація, що спеціалізується на розробці та дослідженні ліків від неврологічних захворювань. Компанія входить до S&P 500 та NASDAQ-100.

## Історія
Biogen була заснована в 1978 році в Женеві як Biotechnology Geneva кількома видатними біологами: Кеннетом Мюрреєм, Філіпом Шарпом, Волтером Гілбертом, Хайнцом Шаллером та Чарльзом Вайсманном. Згодом Гілберт і Шарп були удостоєні Нобелівської премії: у 1980 році Гілберт отримав Нобелівську премію з хімії за розуміння секвенування ДНК, а Шарп отримав Нобелівську премію з фізіології та медицини в 1993 році за відкриття розщеплених генів.
У 2003 році компанія Biogen об’єдналася з компанією IDEC Pharmaceuticals, змінивши назву на Biogen Idec та стала третьою найбільшою біотехнологічною компанією у світі. 
У лютому 2020 року Biogen і Sangamo Therapeutics оголосили про глобальну ліцензійну угоду на розробку та комерціалізації кількох сполук для нейром’язових і неврологічних захворювань.  
У вересні 2020 року Biogen Inc. зробила депозит у розмірі 10 мільйонів доларів США в OneUnited Bank, щоб надати додатковий капітал для фінансування кредитів на житло та комерційного розвитку в темношкірих громадах. У листопаді компанія оголосила, що придбає частку в кембриджській компанії Sage Therapeutics вартістю 650 мільйонів доларів і зробить авансовий платіж у розмірі 875 мільйонів доларів, щоб спільно розробити низку методів лікування депресії.
У липні 2023 року компанія придбала Reata Pharmaceuticals за 6,5 мільярда доларів. 

## Скандали
У вересні 2022 року Biogen заплатила штраф у розмірі 900 мільйонів доларів США федеральним урядам, штатам і інформатору, який звинуватив компанію у виплаті відкатів лікарям у період з 2009 по 2014 роки за збільшення рецептів на препарати для розсіяного склерозу Avonex, Tysabri та Tecfidera.